# Maria Eichhorn (Künstlerin)
Maria Eichhorn (* 19. November 1962 in Bamberg) ist eine deutsche Künstlerin. Sie lebt in Berlin.

## Leben und Werk

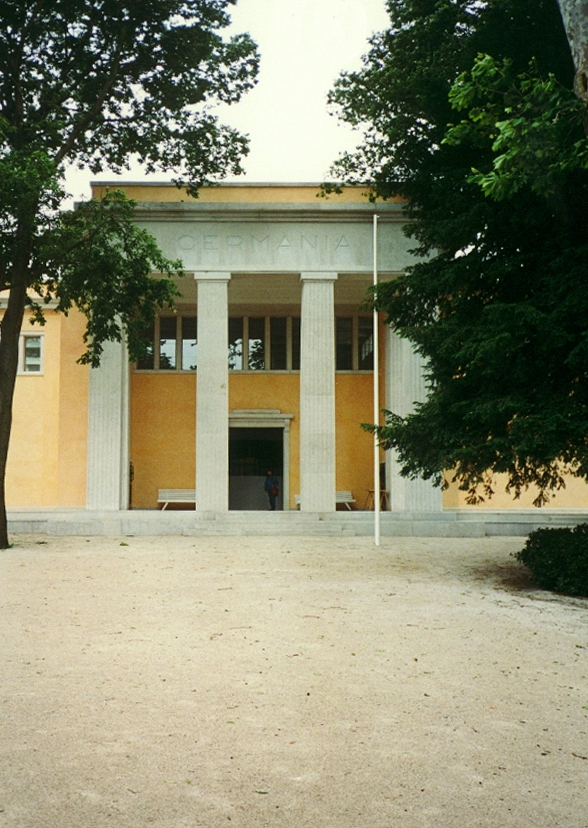
Der deutsche Pavillon in den Giardini (1909) nach Umbau 1938

Maria Eichhorn studierte von 1984 bis 1990 an der Hochschule der Künste in Berlin bei Karl Horst Hödicke. Maria Eichhorns konzeptuelle und institutionskritische Arbeiten thematisieren zentrale Fragestellungen der Kunstproduktion, das Verhältnis von Kunstwerk und Rezipient ebenso wie Fragen nach der Autonomie des Kunstwerks und nach Wertschöpfungsprozessen. Ihre Projekte verfolgen gesellschaftsrelevante und politische Inhalte und verwenden eine reduzierte ästhetische Sprache.
Ihr Bild Das Geld der Kunsthalle Bern wurde 2001 im No Show Museum ausgestellt. 2002 nahm sie an der Documenta 11 in Kassel teil. 2003 beschäftigte sich Maria Eichhorn in der Ausstellung Restitutionspolitik in München mit der Raubkunst: Die Künstlerin ließ die Rückseiten der Gemälde zeigen, um anhand von Beschriftungen, Markierungen und Aufklebern die ursprünglichen Besitzverhältnisse anzudeuten. Im Jahr 2017 war Eichhorn erneut auf der Documenta 14 vertreten, unter anderem mit dem Kunstprojekt Building as unowned property. Dessen Intention sei die „Umwandlung des legalen Status eines Gebäudes in den Status des Nichteigentums“. Sie gründete hierbei das Rose-Valland-Institut, das den ursprünglichen Besitz von Kunst aufspüren sollte.
2022 gestaltete Eichhorn den deutschen Pavillon auf der 59. Biennale di Venezia um. Der umgebaute Pavillon aus der NS-Zeit dient ihr als archäologische und soziologische Spurensuche. Ihre Arbeit trägt den Titel Relocating a Structure und hatte als sogenannter Plan A eigentlich die Versetzung des Pavillons für eine bestimmte Zeit – entweder im Wege einer physischen Translokation oder einer Translozierung – zum Ziel.

## Zitat
„Kunst sollte, so findet Maria Eichhorn, wirklich anarchisch sein, sie erwähnt deren «Widerstandspotenziale». Doch bereitet sie ihre Anarchie systematisch und auch wissenschaftlich vor.“

## Preise und Auszeichnungen
- 1992: George-Maciunas-Preis
- 2002: Arnold-Bode-Preis der Stadt Kassel
- 2021: Käthe-Kollwitz-Preis[7]

## Ausstellungen
- 1990: So oder so, Künstlerhaus Bethanien, Berlin
- 1990: Berlin März 1990, Kunstverein Braunschweig
- 1990: Ceterum Censeo. Künstlerhaus Bethanien, Berlin
- 1995: 4. Biennale Istanbul
- 1996: Manifesta 1, Rotterdam
- 1997: Skulptur.Projekte in Münster 1997, Münster
- 2001: Maria Eichhorn. Das Geld der Kunsthalle Bern, Kunsthalle Bern
- 2002: Documenta 11, Kassel
- 2003: korrespondenz@maria-eichhorn.de, KasselerKunstVerein, Kassel
- 2003: Maria Eichhorn. Restitutionspolitik, Kunstbau der Städtischen Galerie im Lenbachhaus, München[8]
- 2005: 9. Istanbul Biennale
- 2006: Maria Eichhorn. Film, vidéo, œuvre sonore, Vox, Centre de l’image contemporaine, Montreal
- 2007: Maria Eichhorn. Die Anteilscheine der Kunsthalle Bern/Shares at the Kunsthalle Bern. Kunstmuseum Bern
- 2008: Farewell to Postcolonialism. The Third Guangzhou Triennial, Guangzhou
- 2008: The Art of Participation: 1950 to Now, San Francisco Museum of Modern Art, San Francisco
- 2008: Dispersion, Institute of Contemporary Arts, London
- 2009: Vides. Une rétrospective, Centre Pompidou, Musée National d’Art Moderne, Paris
- 2010: Play Van Abbe – Part 1: The Game and the Players, Van Abbemuseum, Eindhoven
- 2014: Maria Eichhorn, Kunsthaus, Bregenz
- 2015: All the World’s Futures, 56. Biennale di Venezia, Venedig
- 2015: Maria Eichhorn, Morris and Helen Belkin Art Gallery, The University of British Columbia, Vancouver
- 2017: documenta 14, Athen, Kassel
- 2018: Zwölf Arbeiten/Twelve Works (1988–2018), Migros Museum für Gegenwartskunst, Zurich, Switzerland
- 2022: 59. Kunstbiennale, Venedig[9]
- 2023: Reuchlinstraße 4b, 70178 Stuttgart (2023 — ), Künstlerhaus Stuttgart[10]

## Veröffentlichungen
- Abbildungen, Texte, Interviews, Maria Eichhorn 1989–1996, Kunstraum München, Silke Schreiber Verlag, München 1996
- Arbeit / Freizeit, Generali Foundation, Wien 1997
- „The Artists Reserved Rights Transfer and Sale Agreement“ von Seth Siegelaub und Bob Projansky, Salzburger Kunstverein, Salzburg 1998
- Curtain (Denim) / Lectures by Yuko Fujita, Mika Obayashi, Center of Contemporary Art, Kitakyushu 1999
- Das Geld der Kunsthalle Bern / Money at the Kunsthalle Bern, 2 Bände, Kunsthalle Bern, Bern 2001/2002
- Maria Eichhorn Aktiengesellschaft / Maria Eichhorn Public Limited Company, Documenta11, Kassel, Silke Schreiber Verlag, München 2002
- 1. Mai Film Medien Stadt / May Day Film Media City, Portikus, Frankfurt am Main 2003
- Restitutionspolitik / Politics of Restitution, Lenbachhaus München, Verlag der Buchhandlung Walther König, Köln 2004
- Bibliothek Biblioteca, Silke Schreiber Verlag, München 2004
- CAMPUS, Politische Mündigkeit, Political Responsibility, Emancipazione Politica, Freie Universität Bozen, Verlag der Buchhandlung Walther König, Köln 2005
- [no title, no year], CorkCaucus, National Sculpture Factory, Cork, Verlag der Buchhandlung Walther König, Köln 2006
- On the "Avertissement": Interview with Daniel Buren (1998), in: John C. Welchman (Hg.), Institutional Critique and After, JRP Ringier, Zürich 2006
- Joint Account No. 1711601, Bank of Fukuoka, Yahata Branch 411, in: Grant Watson u. a. (Hg.), Make Everything New. A Project on Communism, London 2006
- Maria Eichhorn Aktiengesellschaft, Van Abbemuseum, Eindhoven, Verlag der Buchhandlung Walther König, Köln 2007
- von 12,37 bis 36,08 = 24,94 von 100 %, steirischer herbst, Verlag der Buchhandlung Walther König, Köln 2007
- mit John Miller: Between Artists series, A.R.T. Press, New York, 2008
- The Artist’s Contract. Interviews with Carl Andre, Daniel Buren, Paula Cooper, Hans Haacke, Jenny Holzer, Adrian Piper, Robert Projansky, Robert Ryman, Seth Siegelaub, John Weber, Lawrence Weiner, Jackie Winsor, Verlag der Buchhandlung Walther König, Köln, 2009